# Stina Kagevi
Stina Kagevi, née le 28 août 2005 à Stockholm, est une coureuse cycliste professionnelle suédoise.

## Biographie
Stina Kagevi s'oriente très tôt vers l'effort chronométré. Ainsi, lors de sa dernière année junior elle remporte la médaille d'argent lors du contre-la-montre des championnats d'Europe,.
Elle signe un premier contrat auprès de la formation Coop-Repsol pour la saison 2024.
Dès sa première saison, elle remporte deux victoires, les contre-la-montre du Tour de Pologne et du Tour du Portugal.
Début juillet 2025, elle devient championne de Suède élite de contre-la-montre

## Palmarès

### Par années
- 2022
  -  Championne de Suède sur route juniors
  - 2e du championnat de Suède de contre-la-montre juniors
- 2023
  -  Championne de Suède sur route juniors
  -  Championne de Suède de contre-la-montre juniors
  -  Médaillée d'argent du championnat d'Europe du contre-la-montre juniors
- 2024
  - 5e étape du Tour du Portugal (contre-la-montre)
  - 4e étape du Tour de Pologne (contre-la-montre)
  - 5e du championnat d'Europe du contre-la-montre espoirs
- 2025
  -  Championne de Suède de contre-la-montre

### Résultats sur les grands tours

#### Tour d'Espagne
2 participations :
- 2024 : 76e
- 2025 : 21e

### Classements mondiaux
| Année                                 | 2024 |
| ------------------------------------- | ---- |
| Classement UCI                        | 647e |
| UCI World Tour                        | 358e |
|                                       |      |
| Légende : nc = non classéSource : UCI |      |